# FC ViOn Zlaté Moravce
FC ViOn Zlaté Moravce - Vráble este o echipă de fotbal din Slovacia, cu sediul în orașul Zlaté Moravce. Clubul a fost fondat la 22 ianuarie 1995.

## Palmares

### Domestic
- Cupa Slovaciei (1961–)

Câștigători (1): 2006–07
- Divizia a II-a slovacă (1993–)
  - Câștigători (2): 2006–07, 2009–10

## Legături externe
- Official website sk
- FC ViOn Zlaté Moravce pe Facebook
- FC ViOn Zlaté Moravce's channel pe YouTube